# قية قشلاقي (نير)
قية قشلاقي هي قرية في مقاطعة نير، إيران. عدد سكان هذه القرية هو 129 في سنة 2006.